# Another Place and Time
Another Place and Time — тринадцатый студийный альбом американской певицы Донны Саммер, выпущенный Warner Bros. Records и WEA в апреле 1989 года. Альбом записывала знаменитая команда британских продюсеров Сток, Эйткен и Уотерман.

## История
После двух предыдущих не очень удачных релизов (Cats Without Claws и All Systems Go), звукозаписывающая компания Geffen отказывается продлевать контракт с Донной Саммер, из-за чего выпуск альбома в Соединённых Штатах был отложен на неопределённый срок. В это время альбом был выпущен в Европе, и имел большой успех. Однако американские компании были настроены скептически, Саммер все же удалось подписать контракт на выпуск альбома с лейблом Atlantic.
Лид-сингл «This Time I Know It’s for Real» становится хитом во Франции, Германии, Ирландии, Италии, Нидерландах, Норвегии, Швеции и Великобритании, где синглу удается достичь 3 места в чарте (это самый успешный сингл Саммер с 1977 года, когда был выпущен сингл «Love’s Unkind»). В США композиция добралась до 7 строчки в чарте Billboard Hot 100.
В целом альбом получил положительные отзывы критиков. Пластинка смогла войти в топы различных мировых чартов, в Великобритании достигла 17 позиции, а в США, из-за долгих проволочек с поиском лейбла, пиком стала лишь 53 строчка.
Сток, Эйткен и Уотерман планировали выпустить следующий альбом совместно с Саммер в Великобритании, однако между ними случается ссора, а планам так и не суждено было сбыться, позднее некоторые треки были отданы Лонни Гордон.
В 2014 году вышло переиздание альбома в Великобритании. Издание включало в себя три CD, на которых содержался оригинальный альбом, подвергнутый ремастерингу, расширенные версии песен, а также ремиксы и инструменталы.

## Список композиций

### Стандартное издание
Слова и музыка всех песен — Сток, Эйткен и Уотерман, при участии Донны Саммер (где указано).
| №  | Название                         | Автор(ы)                             | Длительность |
| -- | -------------------------------- | ------------------------------------ | ------------ |
| 1. | «I Don’t Wanna Get Hurt»         |                                      | 3:28         |
| 2. | «When Love Takes Over You»       |                                      | 4:13         |
| 3. | «This Time I Know It’s for Real» | Сток, Эйткен, Уотерман, Донна Саммер | 3:38         |
| 4. | «The Only One»                   |                                      | 3:55         |
| 5. | «In Another Place and Time»      |                                      | 3:22         |

| №   | Название                          | Автор(ы)                       | Длительность |
| --- | --------------------------------- | ------------------------------ | ------------ |
| 6.  | «Sentimental»                     | Сток, Эйткен, Уотерман, Саммер | 3:11         |
| 7.  | «Whatever Your Heart Desires»     | Сток, Эйткен, Уотерман, Саммер | 3:52         |
| 8.  | «Breakaway»                       |                                | 4:04         |
| 9.  | «If It Makes You Feel Good»       |                                | 3:45         |
| 10. | «Love’s About to Change My Heart» |                                | 4:03         |

### 3xCD Deluxe-издание (2014)
Диск первый:
- Трек-лист из оригинального лонгплея

| №   | Название                                                      | Автор(ы)                       | Длительность |
| --- | ------------------------------------------------------------- | ------------------------------ | ------------ |
| 1.  | «Breakaway (Power Radio Mix)»                                 |                                | 4:02         |
| 2.  | «Breakaway (Extended Power Mix)»                              |                                | 6:08         |
| 3.  | «Breakaway (Remix — Full Version)»                            |                                | 6:45         |
| 4.  | «Breakaway (Remix Edit)»                                      |                                | 3:37         |
| 5.  | «Breakaway (Instrumental Remix Edit)»                         |                                | 3:45         |
| 6.  | «I Don’t Wanna Get Hurt (12" Version)»                        |                                | 6:58         |
| 7.  | «I Don’t Wanna Get Hurt (Instrumental)»                       |                                | 4:45         |
| 8.  | «I Don’t Wanna Get Hurt (7" Remix)»                           |                                | 3:32         |
| 9.  | «I Don’t Wanna Get Hurt (Pete Hammond Original 12" Mix)»      |                                | 7:22         |
| 10. | «If It Makes You Feel Good (Pete Hammond Remix Instrumental)» |                                | 4:06         |
| 11. | «Sentimental (Instrumental)»                                  | Сток, Эйткен, Уотерман, Саммер | 3:49         |
| 12. | «This Time I Know It’s for Real (Extended Remix)»             | Сток, Эйткен, Уотерман, Саммер | 7:21         |
| 13. | «This Time I Know It’s for Real (Instrumental)»               | Сток, Эйткен, Уотерман, Саммер | 3:33         |

| №   | Название                                                             | Автор(ы)                       | Длительность |
| --- | -------------------------------------------------------------------- | ------------------------------ | ------------ |
| 1.  | «When Love Takes Over You (Dave Ford 7")»                            |                                | 3:38         |
| 2.  | «When Love Takes Over You (Dave Ford Extended Remix)»                |                                | 6:13         |
| 3.  | «When Love Takes Over You (Dave Ford Instrumental)»                  |                                | 3:37         |
| 4.  | «When Love Takes Over You (Pete Hammond Original 12" Mix)»           |                                | 7:02         |
| 5.  | «The Only One (Instrumental)»                                        |                                | 3:54         |
| 6.  | «Whatever Your Heart Desires (Instrumental)»                         | Сток, Эйткен, Уотерман, Саммер | 3:57         |
| 7.  | «Love’s About to Change My Heart (Clivillés & Cole 12" Mix)»         |                                | 7:47         |
| 8.  | «Love’s About to Change My Heart (Clivillés & Cole 7" Mix)»          |                                | 4:21         |
| 9.  | «Love’s About to Change My Heart (Extended Remix)»                   |                                | 6:19         |
| 10. | «Love’s About to Change My Heart (Instrumental)»                     |                                | 5:14         |
| 11. | «Love’s About to Change My Heart (Love Dub)»                         |                                | 7:13         |
| 12. | «Love’s About to Change My Heart (Dub)»                              |                                | 8:20         |
| 13. | «Love’s About to Change My Heart (Loveland’s Full-On 7" Radio Edit)» |                                | 3:59         |
| 14. | «Love’s About to Change My Heart (PWL 7" Mix)»                       |                                | 3:45         |

## Позиции в хит-парадах
| Чарт (1989)                         | Пиковая позиция |
| ----------------------------------- | --------------- |
| Великобритания (UK Albums Chart)    | 17              |
| Германия (Offizielle Top 100)       | 49              |
| Италия (Musica e dischi)            | 24              |
| Нидерланды (Album Top 100)          | 29              |
| США (Billboard 200)                 | 53              |
| США (Billboard Top Black Albums)    | 71              |
| Финляндия (Suomen virallinen lista) | 15              |
| Франция (SNEP)                      | 26              |
| Швейцария (Schweizer Hitparade)     | 23              |
| Швеция (Sverigetopplistan)          | 16              |
| Япония (Oricon)                     | 92              |

| Хит-парад (1989)       | Позиция |
| ---------------------- | ------- |
| Европа (Music & Media) | 98      |

## Сертификации
| Страна         | Сертификация |
| -------------- | ------------ |
| Великобритания | Золотая      |